# Seznam hejtmanů Pardubického kraje
Hejtman Pardubického kraje je člen Zastupitelstva Pardubického kraje, kterého si tento orgán zvolil do svého čela. Funkce vznikla spolu s krajem v roce 2000. Současným hejtmanem je Martin Netolický.

## Seznam
| Č. | Portrét          | Portrét          | Jméno             | Nástup do úřadu    | Opuštění úřadu                  | Navrhující strana | Poznámka                                            | Volby |
| -- | ---------------- | ---------------- | ----------------- | ------------------ | ------------------------------- | ----------------- | --------------------------------------------------- | ----- |
| 1. |                  |                  | Roman Línek       | 19. prosince 2000  | 2. prosince 2004                | KDU-ČSL           |                                                     | 2000  |
| 2. |                  | není foto        | Michal Rabas      | 2. prosince 2004   | 5. listopadu 2007               | ODS               | zemřel ve funkci, od 2006 zastupován Romanem Línkem | 2004  |
| –  |                  |                  | Roman Línek       | 5. listopadu 2007  | 21. února 2008                  | KDU-ČSL           | dočasně pověřen výkonem funkce                      |       |
| 3. |                  | není foto        | Ivo Toman         | 21. února 2008     | 15. listopadu 2008              | ODS               |                                                     |       |
| 4. |                  | Radko Martínek   | Radko Martínek    | 15. listopadu 2008 | 2. listopadu 2012               | ČSSD              |                                                     | 2008  |
| 5. | Martin Netolický | Martin Netolický | 2. listopadu 2012 | úřadující          |                                 | ČSSD              | 2012                                                |       |
| 5. | Martin Netolický | Martin Netolický | 2. listopadu 2012 | úřadující          | 2016                            | ČSSD              |                                                     |       |
| 5. | Martin Netolický | Martin Netolický | 2. listopadu 2012 | úřadující          |                                 | SOCDEM            | 2020                                                |       |
| 5. | Martin Netolický | Martin Netolický | 2. listopadu 2012 | úřadující          | 30. 6. 2025 vystoupil ze SOCDEM | SOCDEM            | 2024                                                |       |